# Очный цвет
По современной классификации название является устаревшим, все виды рода Очный цвет в результате ревизии таксона в 2009 году отнесены к роду Вербейник (Lysimachia).
О́чный цвет, или Анага́ллис (лат. Anagállis) — род травянистых одно-, дву- и многолетних растений семейства Первоцветные (Primulaceae).

## Ботаническое описание

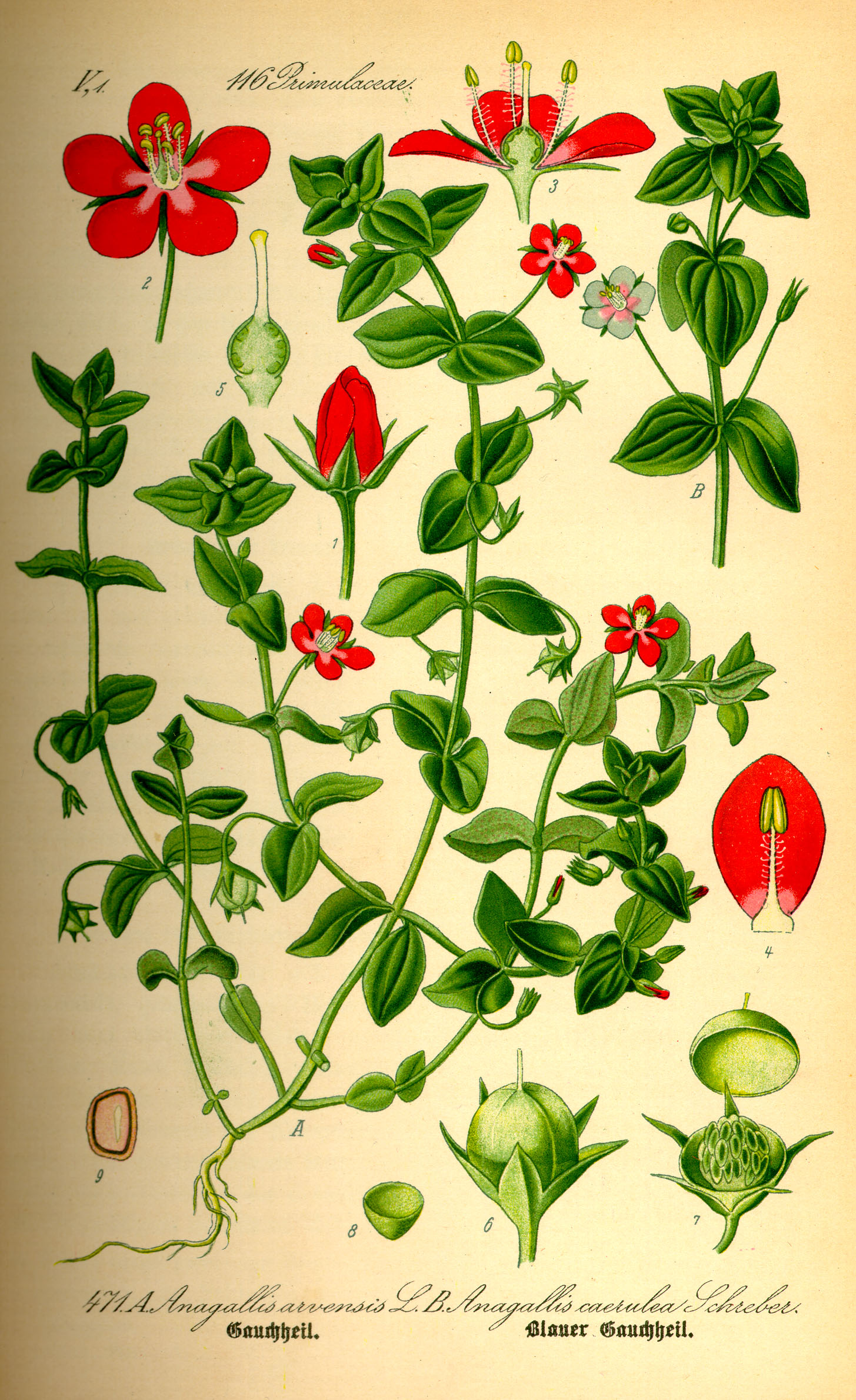
Anagallis arvensis (слева) и Anagallis foemina (справа).

Травы с нежными простыми или ветвящимися восходящими стеблями, с мелкими, часто сидячими листьями, супротивными, реже кольчатыми, цельнокрайными.
Цветки, как правило, одиночные, расположены на длинных ножках в пазухах листьев. Чашечка пятилопастная, доли её ланцетные или шиловидные, отклонённые. Венчик колесовидный или колокольчатый или воронковидный, опадающий, ярко- или оранжево- или кирпично-красный, голубой или белый. Тычинок пять, они свободные или (редко) сросшиеся. Пестики с нитевидным столбиком и тупым рыльцем.
Из завязи образуется шарообразная плёнчатая многосемянная коробочка, растрескивающаяся поперёк. Мелкие семена спереди конические, сзади плоские.

## Распространение и среда обитания
Один вид очного цвета — тропический, распространён в обоих полушариях. Ареал рода охватывает Европу, Америку, Африку с Мадагаскаром, Ближний Восток.
На территории России и сопредельных стран один дикорастущий вид — Очный цвет полевой (Anagallis arvensis L.).

## Хозяйственное значение и применение
Декоративное растение. Имеются садовые формы (гибрид Anagallis ×grandiflora).
Очный цвет полевой — растение с ярко-красными цветками, реже голубыми; как сорная трава встречается повсеместно на европейских полях. Считался некоторое время действенным средством от бешенства, о чём было много медицинских статей. Употреблялся также от меланхолии, падучей болезни и рака в виде сушёной травы, под названием Herba Anagallidis. Считается ядовитым из-за присутствия анагаллис-сапонина.

## Классификация

### Таксономическое положение
Род Очный цвет относится к подсемейству Мирсиновые (Myrsinoideae) семейства Первоцветные (Primulaceae) порядка Верескоцветные (Ericales).
|  |                                      |  |                                            |                                            |                        |  | ещё 21 семейство (согласно Системе APG III) | ещё 21 семейство (согласно Системе APG III)   |                                               |  |  |  | ещё 45 родов |
|  |                                      |  |                                            |                                            |                        |  | ещё 21 семейство (согласно Системе APG III) | ещё 21 семейство (согласно Системе APG III)   |                                               |  |  |  | ещё 45 родов |
|  |                                      |  |                                            | порядок Верескоцветные                     |                        |  |                                             |                                               | подсемейство Мирсиновые                       |  |  |  |              |
|  |                                      |  |                                            | порядок Верескоцветные                     |                        |  |                                             |                                               | подсемейство Мирсиновые                       |  |  |  |              |
|  | отдел Цветковые, или Покрытосеменные |  |                                            |                                            | семейство Первоцветные |  |                                             |                                               | род Очный цвет                                |  |  |  |              |
|  | отдел Цветковые, или Покрытосеменные |  |                                            |                                            | семейство Первоцветные |  |                                             |                                               |                                               |  |  |  |              |
|  |                                      |  | ещё 58 порядков (согласно Системе APG III) | ещё 58 порядков (согласно Системе APG III) |                        |  |                                             | ещё 3 подсемейства (согласно Системе APG III) | ещё 3 подсемейства (согласно Системе APG III) |  |  |  |              |
|  |                                      |  |                                            | ещё 58 порядков (согласно Системе APG III) |                        |  |                                             |                                               | ещё 3 подсемейства (согласно Системе APG III) |  |  |  |              |

Традиционно вид относили к семейству Первоцветные (Primulaceae), но генетическое и морфологическое исследование, проведенное Källersjö et al. показали, что он принадлежит к близкородственному семейству Myrsinaceae. В системе APG III, опубликованной в 2009 году, Primulaceae расширено за счет Myrsinaceae, таким образом, Anagallis снова вернулся в Primulaceae.
Другое исследование Ульрики Маннс и Арне А. Андерберга (2005), основанное на молекулярной филогении, утверждает, что Anagallis в его нынешнем описании является парафилетическим и должно также включать в себя клады Asterolinon и Pelletiera, а также два вида Lysimachia (Lysimachia nemorum и Lysimachia serpyllifolia). 
По состоянию на 2024 год род упразднён и признан синонимом рода Lysimachia.

### Список видов
По данным на 2017 год род Anagallis входили 34 вида:
- Anagallis acuminata Welw. ex Schinz (Ангола)
- Anagallis alternifolia Cav. (Чили)
- Anagallis amplexicaulis Larrañaga
- Anagallis angustiloba (Engl.) Engl.
- Anagallis arvensis L. — Очный цвет полевойtypus[8] (Европа)
- Anagallis barbata (P.Taylor) Kupicha (Бразилия)
- Anagallis baumii R.Knuth
- Anagallis brevipes P.Taylor (Танзания)
- Anagallis crassifolia Thore (Испания, Марокко)
- Anagallis elegantula P.Taylor
- Anagallis filifolia Engl. & Gilg
- Anagallis filiformis Cham. & Schltdl. (Бразилия)
- Anagallis gracilipes P.Taylor (Зимбабве)
- Anagallis hexamera P.Taylor (Эфиопия, Кения)
- Anagallis huerneri H.E.Hess
- Anagallis huttonii Harv.
- Anagallis kingaensis Engl. (тропическая Африка)
- Anagallis kochii H.E.Hess
- Anagallis minima (L.) E.H.L.Krause — Низмянка малая (сорняк-космополит[9][10], родом из Европы)
- Anagallis monelli L. (Средиземноморье)
- Anagallis myrtifolia Kostel.
- Anagallis nummulariifolia Baker (Мадагаскар)
- Anagallis oligantha P.Taylor (Малави)
- Anagallis peploides Baker (Мадагаскар)
- Anagallis platyphylla Baudo
- Anagallis pumila Sw. (тропическая Африка и Америка)
- Anagallis rhodesica R.E.Fr.
- Anagallis rubricaulis Bojer ex Duby (Мадагаскар)
- Anagallis schliebenii Knuth & Mildbr. (Танзания)
- Anagallis serpens Hochst. ex Duby (восточная Африка)
- Anagallis tenella (L.) L. — Очный цвет нежный (Европа)
- Anagallis tenuicaulis Baker (Мадагаскар)
- Anagallis tsaratananae M.Peltier (Мадагаскар)
- Anagallis uruguayensis Arechav.

## Фотогалерея

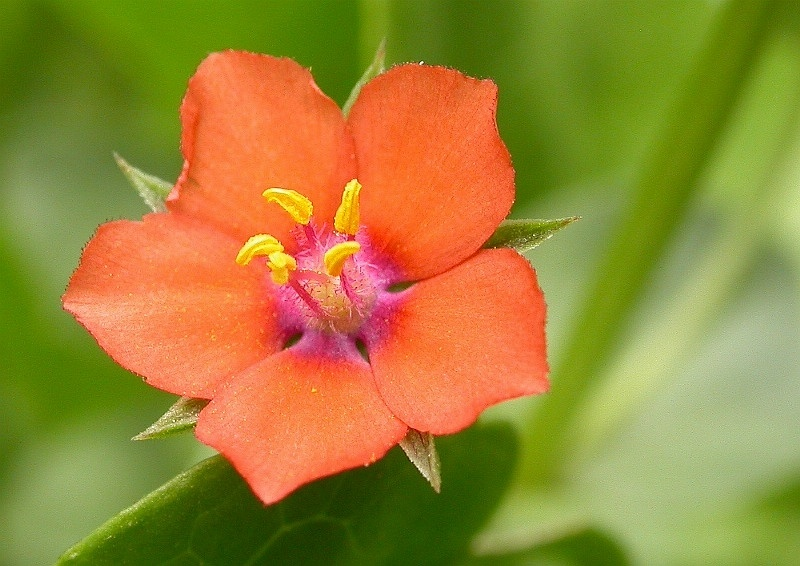
Очный цвет полевой (цветок)
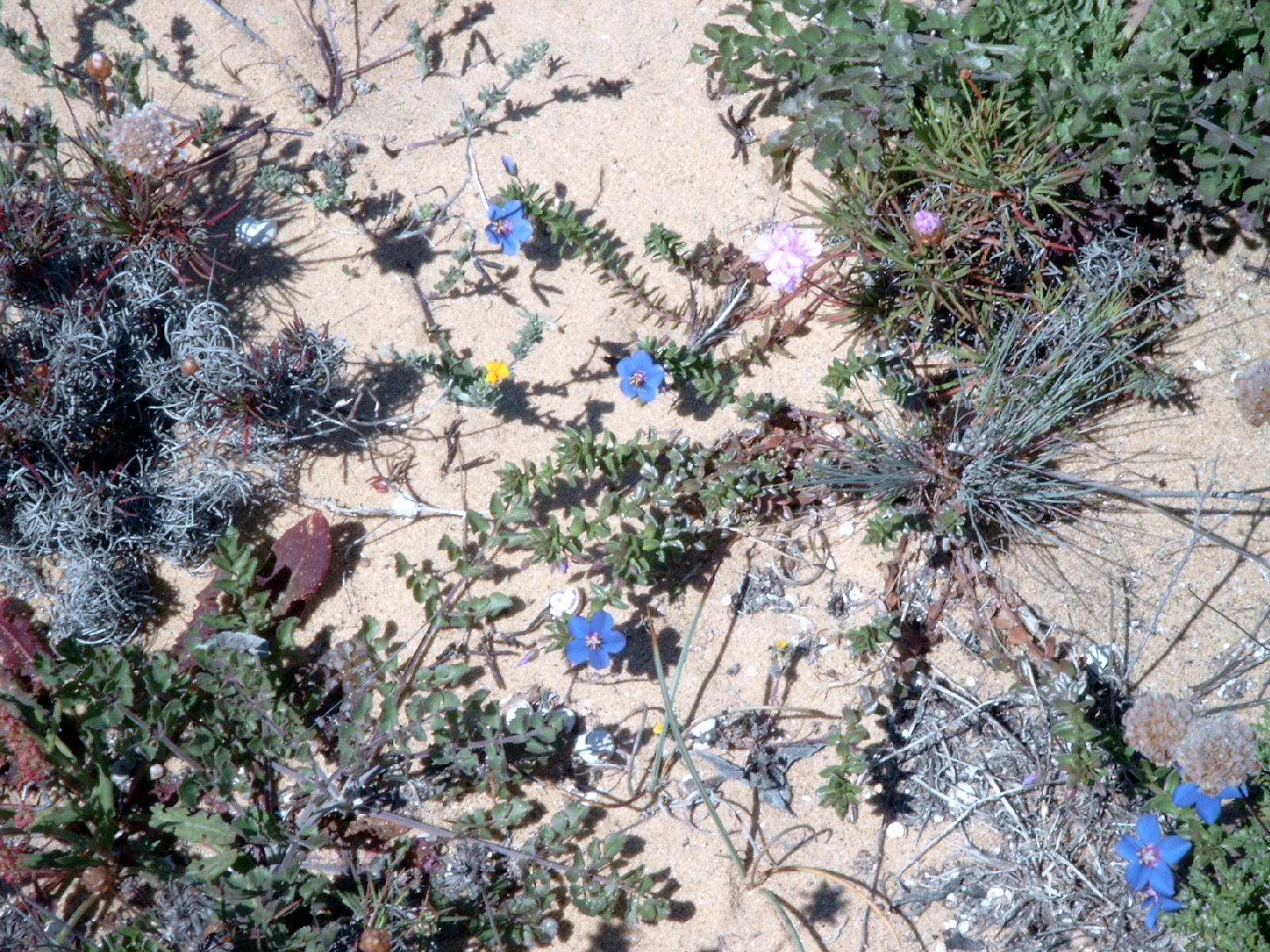
Anagallis monelli
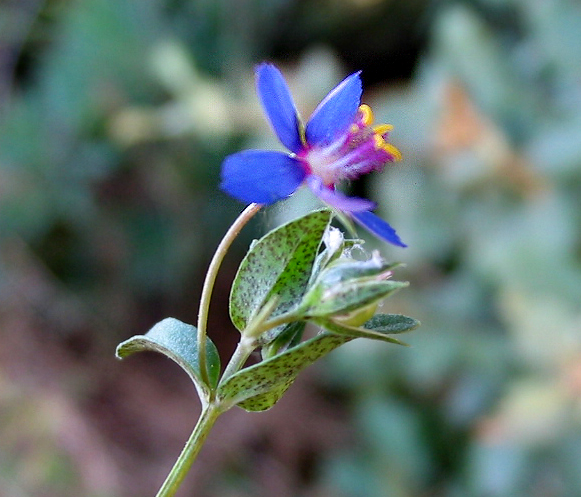
Anagallis foemina